# Станіславчик (гміна)
Ґміна Станіславчик (пол. Gmina Stanisławczyk) — колишня (1934—1939 роки) сільська ґміна Бродівського повіту Тарнопольського воєводства Польської республіки 1918—1939 років. Центром ґміни було село Станіславчик.
1 серпня 1934 року було створено ґміну Станіславчик у Бродівському повіті. До неї увійшли сільські громади: Бордулякі, Монастирек, Ражнюв, Руда, Станіславчик.